# Вайт (округ, Арканзас)
Шаблон:StateAbbr_ 35°15′21″ пн. ш. 91°44′05″ зх. д. / 35.255833333333° пн. ш. 91.734722222222° зх. д.
Округ Вайт (англ. White County) — округ (графство) у штаті Арканзас, США. Ідентифікатор округу 05145.

## Історія
Округ утворений 1835 року.

## Демографія
За даними перепису 
2000 року 
загальне населення округу становило 67165 осіб, зокрема міського населення було 29795, а сільського — 37370.
Серед мешканців округу чоловіків було 32753, а жінок — 34412. В окрузі було 25148 домогосподарств, 18412 родин, які мешкали в 27613 будинках.
Середній розмір родини становив 2,98.
Віковий розподіл населення поданий у таблиці:
| Стать    | До 15 років | 15-21 | 22-29 | 30-39 | 40-49 | 50-65 | 65-85 | Понад 85 |
| -------- | ----------- | ----- | ----- | ----- | ----- | ----- | ----- | -------- |
| Чоловіки | 6866        | 4198  | 3653  | 4658  | 4454  | 5077  | 3476  | 371      |
| Жінки    | 6702        | 4269  | 3508  | 4694  | 4478  | 5355  | 4523  | 883      |

## Суміжні округи
- Індепенденс — північ
- Джексон — північний схід
- Вудрафф — схід
- Прері — південний схід
- Лоноук — південний захід
- Фолкнер — захід
- Клеберн — північний захід

## Виноски
1. ↑  U.S. Decennial Census. United States Census Bureau. Архів оригіналу за 19 липня 2018. Процитовано 27 серпня 2015.
2. ↑  Historical Census Browser. University of Virginia Library. Архів оригіналу за 11 серпня 2012. Процитовано 27 серпня 2015.
3. ↑  Forstall, Richard L., ред. (27 березня 1995). Population of Counties by Decennial Census: 1900 to 1990. United States Census Bureau. Архів оригіналу за 24 вересня 2015. Процитовано 27 серпня 2015.
4. ↑  Census 2000 PHC-T-4. Ranking Tables for Counties: 1990 and 2000 (PDF). United States Census Bureau. 2 квітня 2001. Архів оригіналу (PDF) за 18 грудня 2014. Процитовано 27 серпня 2015.
5. ↑  State & County QuickFacts. United States Census Bureau. Архів оригіналу за 22 липня 2011. Процитовано 19 травня 2014.(англ.) Наведено за англійською вікіпедією.
6. ↑  American FactFinder. Бюро перепису населення США. Архів оригіналу за 26 лютого 2012. Процитовано 31 січня 2008.

| США | Це незавершена стаття з географії США. Ви можете допомогти проєкту, виправивши або дописавши її. |